# Mardi Gras (Martes de Carnaval)
Mardi Gras (UK  /ˌmɑːrdi_ˈɡrɑː/, US  /ˈmɑːrdi_ˌɡrɑː/) es una serie de eventos de celebración relacionados con actividades típicas de Carnaval, comenzando en o después de las fiestas cristianas de la Epifanía (Día de los Reyes Magos) y terminando un día antes del Miércoles de Ceniza, que se conoce como Mardi Gras (Martes de Carnaval). Mardi Gras en francés significa "martes gordo", lo que hace referencia a la práctica de la última noche de comer alimentos ricos en grasas antes del ayuno de la temporada de Cuaresma .
Prácticas populares están asociadas con las celebraciones de Carnaval antes de la práctica del ayuno y las obligaciones religiosas asociadas con la temporada penitencial de Cuaresma. En países como el Reino Unido, Mardi Gras se conoce más comúnmente como Pancake Day o (tradicionalmente) Shrove Tuesday, derivado de la palabra shrive, que significa "administrar el sacramento de la confesión ; absolver".

## Tradiciones
El tiempo que dura la temporada varía de ciudad a otra, ya que algunas tradiciones regionales, como la de Nueva Orleans, Luisiana, consideran que Mardi Gras se extiende durante todo el período desde la Noche de Reyes (la última noche de Navidad que comienza con la Epifanía ) hasta el Miércoles de Ceniza. Otros consideran el período final del Mardi Gras como los tres días antes del Miércoles de Ceniza.
En Mobile, Alabama, los eventos que son asociados con Mardi Gras comienzan en noviembre, seguidos de bailes de la asociación Mystic Society en el Día de Acción de Gracias, luego la Víspera de Año Nuevo, seguida de desfiles y bailes en enero y febrero, celebrando hasta la medianoche antes del miércoles de ceniza. En años anteriories, los desfiles se realizaban el día de Año Nuevo. El carnaval se considera como una celebración importante en las naciones europeas anglicanas y católicas .

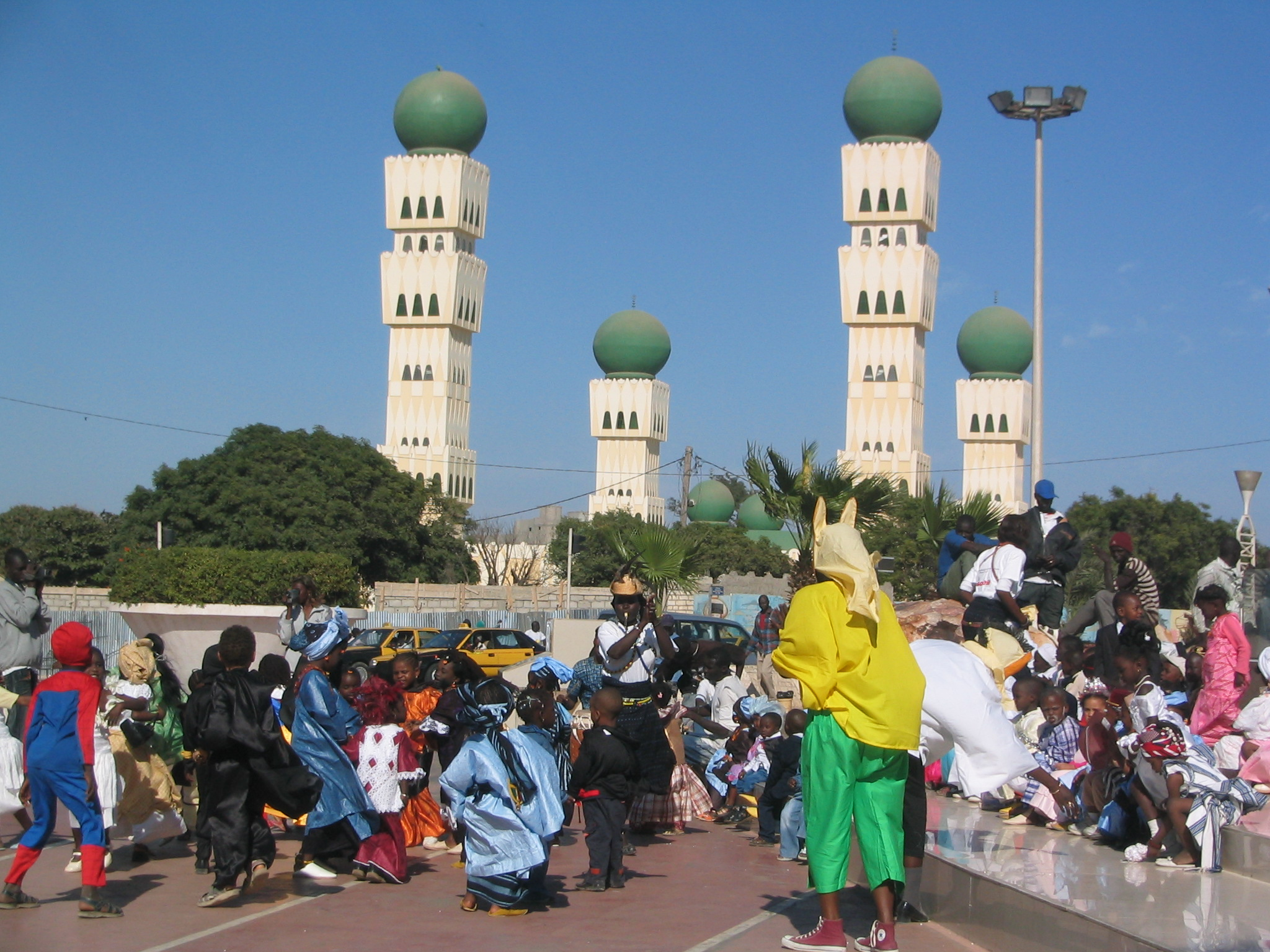
Mardi Gras en Dakar, Senegal

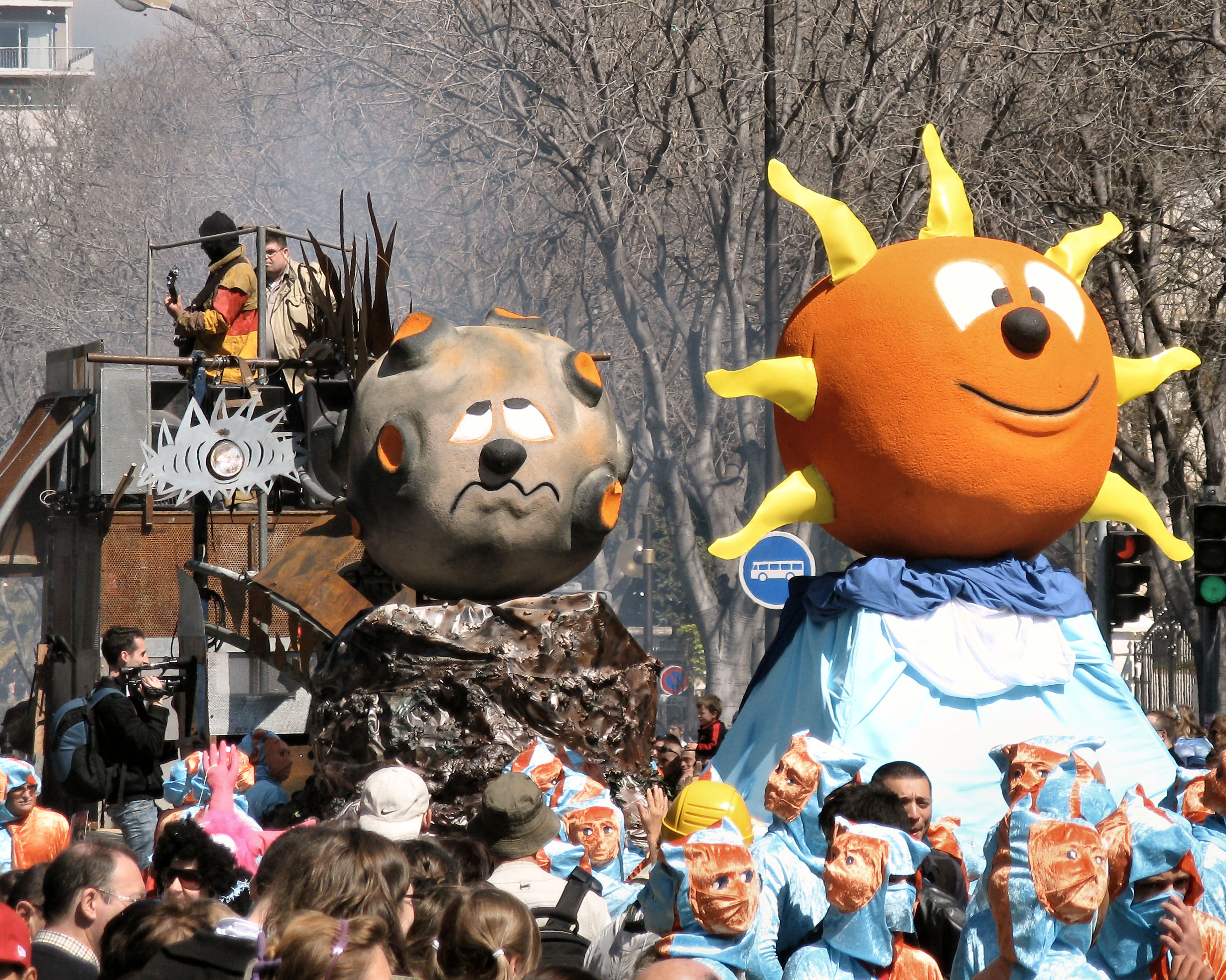
Mardi Gras en Marsella, Francia

### Bélgica

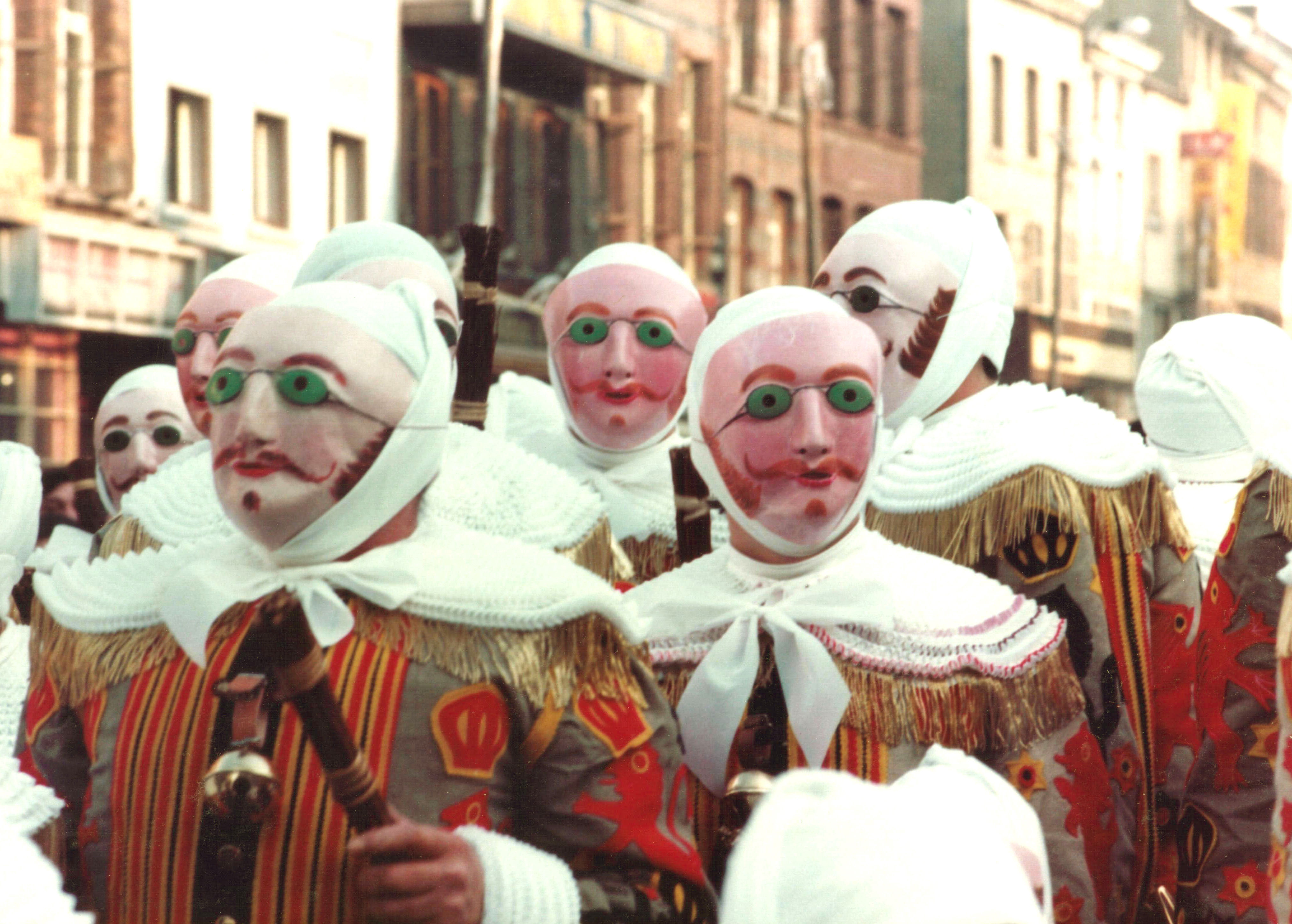
Mardi Gras en Binche, Bélgica

El Carnaval de Binche (que dura tres días), cerca de Mons, es uno de los más conocidos de Bélgica. Se lleva a cabo casi el día de Mardi Gras (Martes de Carnaval) justo antes de la Cuaresma . Los artistas conocidos como Gilles visten trajes elaborados con los colores de la nación que son, rojo, negro y amarillo. Durante el desfile, arrojan naranjas a la multitud. En 2003, fue reconocido por la UNESCO como una de las Obras Maestras del Patrimonio Oral e Inmaterial de la Humanidad .

### República Checa
En la república Checa, sí es una tradición el celebrar Mardi Gras, que se le conoce como Masopust (ayuno de carne, es decir el inicio del ayuno en esa región.) Hay diversas celebraciones en muchos lugares, incluyendo Praga, cuyas procesiones que van de puerta en puerta, entraron en la Lista del Patrimonio Cultural Inmaterial de la Humanidad de la UNESCO.

### Alemania
La celebración en Alemania se denomina con diversos términos, como Schmutziger Donnerstag o Fetter Donnerstag ( Jueves Gordo ), Unsinniger Donnerstag, Weiberfastnacht, Greesentag entre otros, y a menudo son solo una parte de todo el carnaval durante una o incluso dos semanas antes del Miércoles de Ceniza que se llama Karneval, Fasching, o Fastnacht entre otros, dependiendo la región. En alemán estándar, schmutzig significa "sucio", pero en los dialectos alemanes schmotzig significa "manteca de cerdo" ( Schmalz ), o "grasa"; "Jueves graso", ya que las reservas invernales restantes de manteca y mantequilla solían consumirse en esas épocas, antes de que comenzara el ayuno. Fastnacht significa "Víspera del ayuno", pero los tres términos se refieren toda la temporada del carnaval. El inicio de la temporada de carnaval usualmente es el 11 de noviembre a las 11:11 a. m. (11/11 11:11). 

### Italia
En Italia el Mardi Gras se llama Martedì Grasso (martes gordo). Es el día más importante del Carnaval junto con el jueves anterior, llamado Giovedí Grasso (Jueves Gordo), que oficializa el inicio de las celebraciones. Los Carnavales más famosos del norte de Italia son los de Venecia, Viareggio e Ivrea, mientras que en el sur de Italia son más populares la Sartiglia de Cerdeña y las curiosas máscaras apotropaicas, especialmente las mamuthones, issohadores, s'urtzu (etc.), las cuales pertenecen a una tradición muy antigua. Ivrea tiene la característica y única " Batalla de las naranjas " que se originó en la época medieval. La versión italiana del festival se escribe Carnevale.

### Suecia
En Suecia la celebración se llama Fettisdagen, que hace alusión a cuando se come fastlagsbulle, más comúnmente llamado como Semla . El nombre proviene de las palabras "fett" (gordo) y "tisdag" (martes). Originalmente, este era el único día en que estaba prohibido consumir fastlagsbullar .

### Estados Unidos
Si bien no se puede observar a nivel nacional en los Estados Unidos, varias ciudades y regiones étnicas francesas en el país tienen celebraciones significativamente notables. Mardi Gras llegó a América del Norte como una tradición católica originalmente francesa con los hermanos Le Moyne.  Pierre Le Moyne d'Iberville y Jean-Baptiste Le Moyne de Bienville, a fines del siglo XVII fueron enviados por el rey Luis XIV con el fin de defender el reclamo de Francia sobre el territorio de Louisiane, que incluía lo que ahora son los estados estadounidenses de Alabama, Misisipi, Luisiana y parte del este de Texas.
La expedición, dirigida por Iberville, entró en al río Misisipi en la noche del 2 de marzo de 1699. En ese momento no sabían que el río era explorado y reclamado para Francia por René-Robert Cavelier, Sieur de La Salle en 1683. El grupo avanzó  en el río hasta un lugar en la orilla este a unos 96 kilómetros río abajo de donde se encuentra hoy Nueva Orleans, y acamparon. Esto fue el 3 de marzo de 1699, Mardi Gras, por lo que en honor a esta festividad, Iberville nombró al lugar Point du Mardi Gras (que significa Punto Mardi Gras) y llamó al afluente cercano Bayou Mardi Gras.
En 1702, Bienville fundó Mobile (Alabama), la primera capital de la Luisiana Francesa. En 1703, los colonos franceses de Mobile establecieron la primera celebración organizada de Mardi Gras en lo que en un futuro se convertiría en Estados Unidos. La primera sociedad mística, o krewe, se formó en Mobile en el año 1711, la Boeuf Gras Society. En 1720, Biloxi se había convertido en la capital de Luisiana. Las costumbres francesas del Mardi Gras acompañaron a los colonos que se asentaron ahí. 

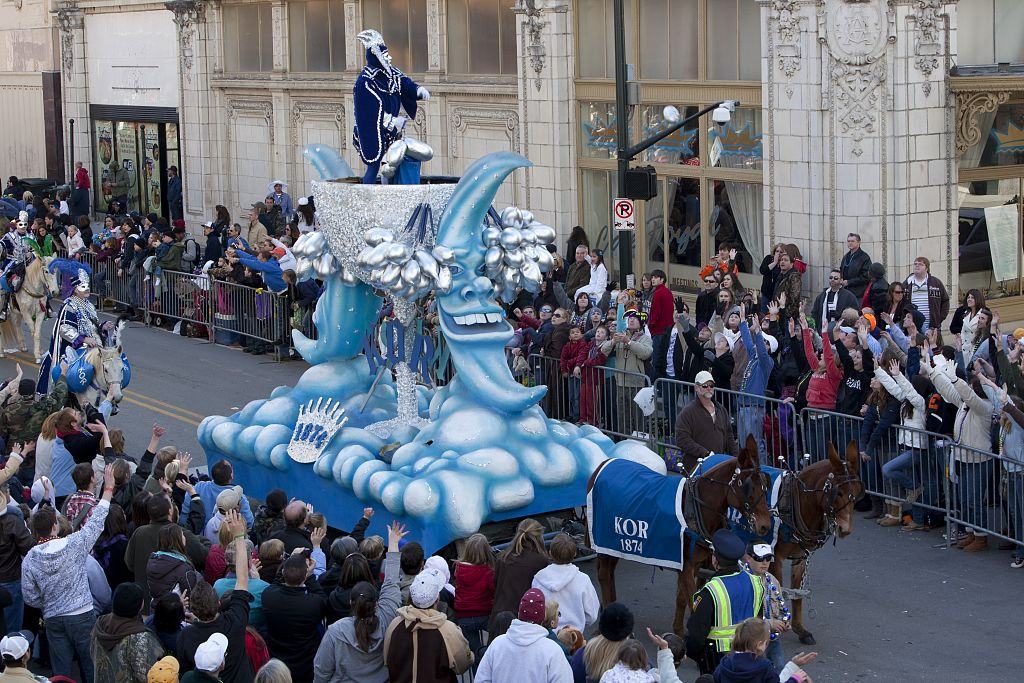
Los Caballeros de la Juerga desfilan por la calle Royal Street en Mobile durante la temporada de Mardi Gras de 2010.

En 1723, la capital de Luisiana se trasladó a Nueva Orleans, que fue fundada en 1718. El primer desfile de Mardi Gras celebrado en Nueva Orleans fue en 1837. La tradición en Nueva Orleans se extendió hasta el punto en que se convirtió en sinónimo de la ciudad  y fue adoptada por los residentes de Nueva Orleans más allá de que fuera herencia francesa o católica. Las celebraciones de Mardi Gras son parte del eslogan Laissez les bons temps rouler ("Que empiecen los buenos tiempos").  
Los desfiles de las krewes más grandes (conocidos coloquialmente como "super krewes") tradicionalmente son llevados a cabo antes y en el mismo día de Mardi Gras, incluyendo los de Endymion (sábado, que también finaliza con un concierto en el Caesars Superdome ), Bacchus (domingo) y Zulu y Rex (martes). Por la noche, las krewes de Rex y Comus son los organizadores de los bailes; la tradicional visita del Rey y la Reina de Mardi Gras al baile Comus ("la Reunión de las Cortes") hace la función del final simbólico de las festividades. 
Otras ciudades a lo largo de la Costa del Golfo con herencia colonial francesa , desde Pensacola, Florida ; Galveston, Texas ; a Lake Charles y Lafayette, Luisiana ; y al norte de Natchez, Misisipi y Alexandria, Luisiana, tienen festejos constantemente relacionados con Mardi Gras.
La primera celebración registrada de Mardi Gras fue en Galveston, en 1867, incluyó un baile de máscaras en Turner Hall (Sealy en 21st St.) y una representación teatral de "King Henry IV" de Shakespeare con Alvan Reed como Falstaff. El primer año en que se celebró Mardi Gras a gran escala en Galveston fue 1871 con el surgimiento de dos sociedades rivales de Mardi Gras, o "Krewes", llamadas los Caballeros de Momus (conocidos solo por las iniciales "KOM") y los Caballeros del Mito., ambos idearon desfiles nocturnos, bailes de máscaras, disfraces elegantes y elaboradas invitaciones. Los Caballeros de Momus, dirigidos por algunos prominentes galvestonianos, decoraron carretas tiradas por caballos para un desfile nocturno iluminado por antorchas. Acompañada por temas como "The Crusades", "Peter the Great" y "Ancient France", la procesión por el centro de Galveston culminó en Turner Hall con una presentación de pinturas y una gran gala. 
En la zona rural de Acadiana, muchos cajunes celebran dicha fecha con el Courir de Mardi Gras, una tradición que se remonta a las celebraciones medievales en Francia.
St. Louis, Misuri, fundada en 1764 por comerciantes franceses de pieles, afirma ser la anfitriona de la segunda celebración más grande de Mardi Gras en los Estados Unidos. La celebración se lleva a cabo en el histórico barrio francés, Soulard, y atrae a cientos de miles de personas de todo el país. Aunque se fundó en la década de 1760, las festividades de St. Louis Mardi Gras solo han sido registradas desde de la década de 1980. La celebración de la ciudad comienza con la "noche número 12", que se lleva a cabo el día de la Epifanía, y termina en el día de Mardi Gras (Martes de Carnaval). La temporada está repleta de varios desfiles que celebran la rica herencia católica francesa de la ciudad.

## Vestimenta

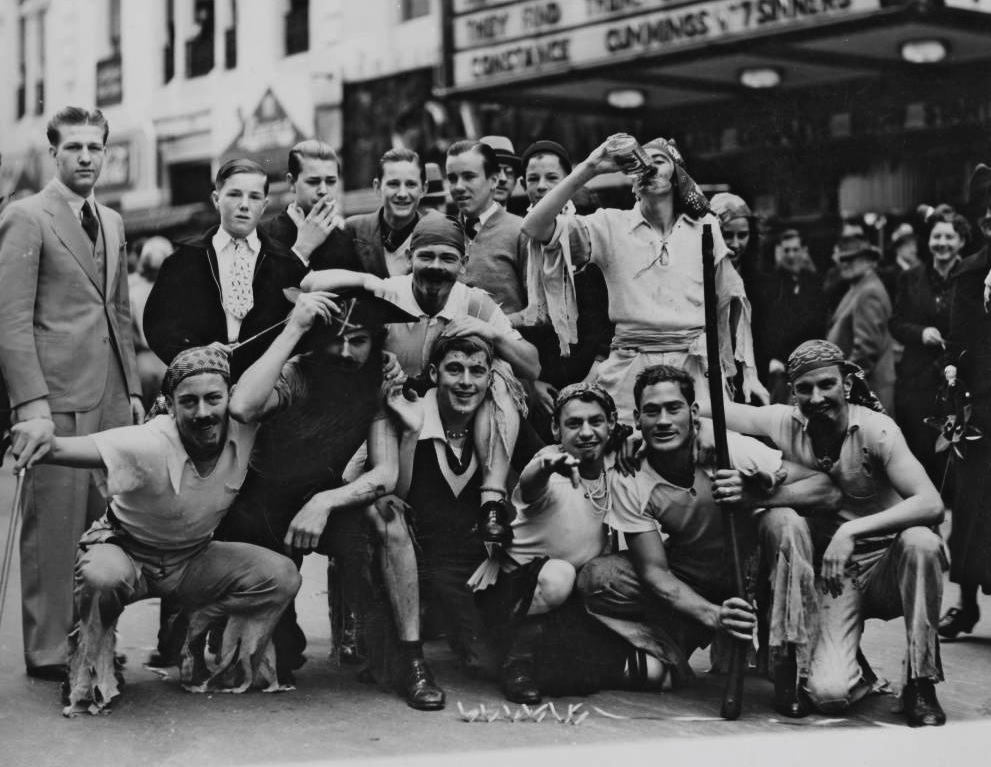
Mardi Gras en Nueva Orleans en 1937

Mardi Gras, como celebración de la vida antes del más sombrío del miércoles de ceniza, casi siempre implica el uso de máscaras y trajes por sus participantes, y los colores festivos más populares son púrpura, verde y oro.  En Nueva Orleans, por ejemplo, a menudo toman la forma de hadas, animales, personajes de mitos, o varios trajes medievales, así como payasos e indios (nativos americanos).
Muchos disfraces hoy son simplemente creaciones elaboradas de plumas y capas de colores. A diferencia de los disfraces de Halloween, los disfraces de Mardi Gras generalmente no se asocian con zombis, momias, murciélagos, sangre entre otros, sin embargo la muerte puede ser un tema en algunos. La tradición de Venecia ha incorporado máscaras doradas a la ronda habitual de disfraces.

### La exposición de las mujeres
Las mujeres que exponen sus senos durante Mardi Gras en Nueva Orleans, se han documentado desde 1889, cuando el Times-Democrat denunció el "grado de vulgaridad exhibido por casi todas las mujeres enmascaradas que se ven en las calles". Esta actividad se limitó principalmente a los turistas en el área de Bourbon Street. En las concurridas calles del Barrio Francés, generalmente evitadas por los lugareños el día de Mardi Gras, mujeres exhibicionistas en los balcones hacen que se formen multitudes en las calles. 
En las últimas décadas del siglo XX, el aumento de la producción de videos comerciales destinados a los curiosos contribuyó a fomentar la tradición de que las mujeres mostraran sus pechos a cambio de collares y baratijas. Los científicos sociales que se dedica a estudiar el "deshonor ritual" descubrieron, en el Mardi Gras de 1991, 1.200 casos de exhibición corporal a cambio de collares u otros favores.